# Maro lautus
Maro lautus là một loài nhện trong họ Linyphiidae.
Loài này thuộc chi Maro. Maro lautus được Kendo Saito miêu tả năm 1984.